# Тимків Богдан Володимирович
Богдáн Володимирович Тимків (нар. 1 травня 1957, Калуш, Івано-Франківська область, УРСР) — український журналіст, публіцист, дослідник, краєзнавець, член Національної спілки журналістів України (з 2011). Перебував у витоків заснування незалежних видань «Калуське віче», «Вісті Калущини» та «Вікно в Європу».

## Життєпис
Народився 1 травня 1957 року в м. Калуші, Івано-Франківська область, Україна.
Середню освіту здобув у Калуській СШ № 3 (1964—1974). Розпочинав трудову кар'єру токарем у РМЦ комплексу хімфабрик Калуського в/о «Хлорвініл» (1974—1975).
З травня 1975 до травня 1977 року проходив дійсну військову службу у ВПА імені Юрія Гагаріна (смт. Моніно, Московська область, Російська Федерація)
Протягом 1977 — 1982 Богдан Тимків навчався на факультеті журналістики Львівського державного університету імені Івана Франка.
Журналістську діяльність розпочинав у міськрайонній газеті «Зоря Прикарпаття» (Калуш, липень 1982). Тут пройшов шлях від кореспондента промислового відділу до редактора часопису.
У 1992—2002 — заступник директора ОКФ «Калушбудіндустрія» (м. Калуш).
2002—2004 — заступник директора ПП «Інтерес» (м. Калуш).
У 2004—2017 роках спецкор часописів «Калуське віче» (2004—2005), «Калуський нафтохімік» (2009—2012), заступник редактора районної газети «Вісті Калущини» (2006), редактор часопису «Вікно в Європу» (2006—2008), начальник зміни ОА «Антарес» (м. Калуш, 2007—2017).

## Творчість
Перша книжка Богдана Тимків під назвою «Історія калуського футболу» побачила світ у 1992 р., а далі — тривала тринадцятирічна перерва на ниві журналістської діяльності у зв'язку з переходом на роботу в будівельну структуру — ОКФ «Калушбудіндустрія». 
Відновлення журналістської активності припадає на 2005 р. У проміжку часу від 2005 р. до 2016 р. з-під пера калуського журналіста, дослідника та краєзнавця побачили світ такі видання: «Войнилів на перехресті тисячоліть» (2005), «Спортивна Калущина та її особистості» (2005), «Шрам на серці» (2008, співавтор — Володимир Сорохтей), «„Штурмани“ лісових трас» (2012), «Крізь вогонь та пекло» (2012), «Ті тернисті дороги війни» (2013), «Жіночий цвіт Калущини» (2013), «Бійці вогняного фронту» (2014), «Приборкувач глини та каменю» (2015), «Гордість та слава землі калуської» (2015), «Підмихайля у подіях та фактах у проміжку часу від 1939 до 2015 років» (2015, співавтор — Петро Кінаш), «Від „Сокола“ та „Чайки“ до Олімпійського п'єдесталу» (2015), «Обпалені війною долі» (2016, співавтор — Володимир Сорохтей), «Кумири нашої молодості» (2016), «Захисники загальнолюдських цінностей» (2016), «Із когорти „Почесний…“» (2016), «Флагман будівельної індустрії Прикарпаття (історія тресту „Хімметалургбуд”)» (2017), "Та війна з ними назавжди" (2018, співавтор - Володимир Сорохтей), "Калуська районна ЦБС - скарбниця знань у Бойківському краї" (2018).

## Громадська діяльність
Член Національної спілки журналістів України (з 2011), заступник секретаря Калуської міськрайонної організації НСЖУ (з 2016). Багаторічний член ради та президії Калуської міськрайонної організації ветеранів воєн (з 2005).

## Нагороди
Нагороджений медалями Президента України, УСВА та УСВВ, почесними відзнаками міського голови Калуша — срібним значком «Калуш» (2012) та золотим значком «Калуш» (2017)